# Le Neubourg
Le Neubourg település Franciaországban, Eure megyében. Lakosainak száma 4251 fő (2022. január 1.). Le Neubourg Crosville-la-Vieille, Épreville-près-le-Neubourg, Le Tremblay-Omonville és Villez-sur-le-Neubourg községekkel határos.

## Népesség
A település népességének változása:
| Lakosok száma | 3132 | 3454 | 3639 | 3964 | 4120 | 4099 | 4166 | 4241 | 4254 | 4251 |
|               | 1968 | 1982 | 1990 | 2006 | 2013 | 2015 | 2017 | 2019 | 2020 | 2022 |